# Neohaploglenius flavicornis
Neohaploglenius flavicornis is een insect uit de familie van de vlinderhaften (Ascalaphidae), die tot de orde netvleugeligen (Neuroptera) behoort. 
Neohaploglenius flavicornis is voor het eerst wetenschappelijk beschreven door McLachlan in 1871.